# Boogeyman 3
(Frase presente nella copertina del DVD del film)
Boogeyman 3 è un film horror del 2008, diretto da Gary Jones e sceneggiato da Brian Sieve.
Il film costituisce il terzo capitolo della saga Boogeyman iniziata nel 2005 con Boogeyman - L'uomo nero e proseguita nel 2008 con Boogeyman 2 - Il ritorno dell'uomo nero. Come capitato per il secondo film, la storia non ha collegamenti con le pellicole precedenti, ma segue un corso indipendente.
L'anteprima mondiale della pellicola ha avuto luogo il 18 ottobre 2008 all'edizione annuale dello Screamfest Horror Film Festival.

## Trama
Audrey Allen è la figlia del dottor Mitchell Allen (personaggio del secondo capitolo che muore). Una sera, non appena entra in casa, la sua cagnolina Layla le dà il benvenuto, felice, ma Audrey non lo è affatto, in quanto è sconvolta dalla morte del padre.
Audrey osserva alcuni oggetti dedicati a suo padre risalenti a quando era piccola: ad esempio trova un cuore di argilla con su scritto Ti voglio tanto bene, papà. Con affetto, Audrey! e poi nota un giornale con la scritta "L'uomo nero" fa 8 vittime alla clinica Hillridge. In seguito, quella stessa sera, la ragazza trova il diario del padre, in cui sono presenti alcune annotazioni inquietanti: I pazienti avvertono una presenza nella clinica... qualcosa che sentono... qualcosa che anch'io sento... qualcosa che non oso ammettere di aver già sentito in passato. Se da un lato continuo a provare a spiegarmi l'esistenza dell'uomo nero come una delle nostre peggiori paure, dall'altro mi domando... Questo lo rende forse meno reale?.
Audrey decide di fare un bagno e mette la testa sott'acqua, rimanendovi sotto per un po'.
Dopo un po' apre gli occhi e vede una figura scura vicino alla tenda da doccia, al che tira la testa fuori dall'acqua, ma la figura non c'è più.
Audrey esce dalla vasca e si prepara per dormire, ma Layla la sveglia subito: ha voglia di giocare.
La ragazza le lancia una pallina, che va a finire nell'armadio. La cagnolina è un po' restia nell'entrare, ma vuole comunque recuperare la pallina per giocare. Dopo essere entrata nell'armadio, si sentono i suoi pianti.
Audrey va immediatamente a vedere se si sia fatta male, ma nell'armadio c'è sangue e una presenza oscura la cattura e la trascina fino sotto al letto.
Al Sanders Hall, Sarah Morris, una studentessa all'inizio del secondo anno che si vuole laureare in psicologia, registra un programma alla radio WZXB con il famoso psicologo Roger Kane. Ci sono due telefonate: un ragazzo vuole chiedere a Sarah se vuole uscire con lui, un altro molto depresso perché la sua ragazza lo ha lasciato e lui teneva molto a lei. Questa persona, essendo una matricola, non ha molti amici con cui parlare, perciò si sfoga da Sarah e Roger.
Sarah va al suo dormitorio, l'Hammonds Hall, con i suoi amici e il suo fidanzato.
Sarah e il fidanzato David discutono su che cosa faranno per le vacanze, Jeremy e Lukas parlano del cibo disgustoso della mensa e Lindsay, la fidanzata di Jeremy, fa notare l'assenza di Audrey, al che cominciano a parlarne tutti.
Sarah va nella sua stanza, che divide con Lindsay, la quale entra in camera con un bikini.
Sarah rimane stupita nel vederla in bikini, ma Lindsay dice che degli studenti pervertiti hanno piazzato una webcam nello spogliatoio delle donne e che non vuole finire un'altra volta su Internet.
Sarah deve lavorare tutta la notte e Lindsay decide di andare nella stanza di Jeremy.
Qualcuno entra nella stanza di Sarah, a notte fonda, e si sente una folata di vento.
La porta si apre, Sarah accende la luce e vede una ragazza che piange di fronte a lei: Audrey.
La ragazza è convinta che l'uomo nero esista veramente e ha paura.
Sarah va a prendere dell'acqua e Audrey si sveglia da sola nella stanza e vede che le mura stanno prendendo il colore della presenza oscura che ha visto.
Audrey scappa fuori dalla stanza e vede una stanza con una caraffa piena d'acqua, la caraffa di Sarah.
Audrey rimane chiusa nella stanza e non riesce ad uscire e dietro di lei si materializza la creatura definita come uomo nero che la aggredisce, ma Sarah rientra nella stanza e la tranquillizza.
Audrey scappa nella sua camera e ci rimane chiusa per tutto il giorno.
Sarah chiede a David di controllare se Audrey sta bene e lui lo fa.
Sarah se ne va poi al Sanders alla radio.
Un ascoltatore sta piangendo durante una telefonata e afferma che l'uomo nero esiste.
È Audrey dalla sua stanza.
La ragazza racconta della morte di suo padre mentre Sarah corre immediatamente da lei.
Roger e Audrey parlano e la ragazza vede qualcosa nell'armadio e vi entra, ma non c'è niente.
Da una maglietta appesa alla porta escono fuori delle gambe e delle braccia e anche una testa, è l'uomo nero che prende e strozza Audrey.
Sarah arriva e vede una delle sue migliori amiche venire strangolata da qualcosa che in realtà non c'era, ma che si è mostrato del tutto a lei (si scoprirà alla fine il motivo per cui l'uomo nero guarda Sarah e le fa vedere Audrey morire).
Sarah urla a squarciagola e Lukas, che alloggia dall'altra parte del corridoio, arriva in suo soccorso, ma trovano Audrey appesa alla porta con una cintura.
Sarah, Lukas, Jeremy, Lindsay e David sono sconvolti dalla morte di Audrey.
Il giorno dopo, Sarah vede qualcuno entrare nella stanza di Audrey, ma c'è solamente Katie, che sta mettendo a posto le cose della loro amica defunta.
Sarah vede il diario del dottor Allen e lo prende, assieme a una foto di lei e Audrey che sorridono felici.
Sarah ha dei sensi di colpa perché sua madre è morta nello stesso modo.
Lukas si mette a giocare ai videogame e a fumare il bong e quando soffia via il fumo appare qualcosa che gli si avvicina.
A Lukas cade il bong e nel vetro si riflette la stessa figura, l'uomo nero.
Lukas si gira e non vede nessuno, ma viene comunque preso dall'uomo nero, che gli infilza il bong nella guancia, trapassandogli il viso fino all'altra guancia.
Sarah sente qualcosa nel suo armadio e ci entra. La porta si chiude e lei prova a sfondarla, ma si ritrova in corridoio e vede che dai condotti dell'aria e dalle mura scende del sangue a litri.
Sarah vede una stanza con la porta aperta, poi vede Lukas con i pezzi di vetro che gli fuoriescono dalla bocca, così come il sangue.
L'uomo nero prende Sarah per le spalle e la porta in un armadio, ma era solamente un sogno.
Al che Sarah si mette alla ricerca di Lukas e si fa aiutare dagli amici, ma non lo trovano.
Jeremy si ferisce con un pezzo di vetro e va in bagno a mettere il piede nel lavandino e si sente l'uomo nero con la voce di Lukas che dice Jeremy!, il ragazzo segue la voce e vede l'uomo nero tramutato in Lukas che si allontana nella loro stanza.
Jeremy entra e vede un baule che si chiude, lui lo riapre e non trova niente, solo sangue e due braccia che lo spingono dentro, ma Jeremy è più grande del baule, perciò, mentre entra, gli si spezzano le ossa.
Sarah va a cercare anche lui e trova solamente il suo cellulare.
La ragazza è alla radio, ma non risponde a nessuna domanda e comincia anche lei a credere nell'uomo nero e tutti nell'Hammonds Hall hanno cominciato a credere nell'uomo nero.
Il dottor Kane cerca di parlare con Sarah, che se ne va nell'armadio e spegne la luce.
Una mano la tocca, lei accende la luce e lui si materializza davanti a lei. che scappa fuori ma vede tutti gli studenti morti con le loro valigie a terra e qualcuno va strisciando vicino a lei: Jeremy, ma in realtà è l'uomo nero.
Sarah si sveglia sotto il letto con il sangue di Jeremy e crede fermamente all'uomo nero.
Tutti ne parlano all'Hammonds, e Ben, il compagno di stanza di David, vuole mettere una webcam nel bagno delle donne.
Sarah continua a leggere il diario del dottore.
Ben va a mettere la webcam mentre Roger e Sarah discutono sul fatto che l'uomo nero diventa più forte se una persona ci crede, che, ora che quasi tutto il campus ci crede, l'uomo nero ha una forza immensa e che la leggenda si può cambiare da sola.
Alcuni credono che l'uomo nero sia Tim Jensen, altri pensano sia Henry Porter, ma la leggenda continua comunque a vivere.
Sarah se ne va e Ben viene ucciso nelle condotte d'aria: viene messo in una ventola che sta girando e viene massacrato.
Sarah va alla radio e fa una comunicazione d'emergenza falsa per far scappare tutti via dal dormitorio, ma non ci riesce e viene arrestata dalla sicurezza scolastica.
Lindsay ha messo le sue cose nella lavatrice, ma poi tutte le lavatrici della stanza hanno continuato a far uscire sangue e la sala si allaga.
Lindsay viene trascinata in una lavatrice e muore, qualche minuto dopo, una ragazza la trova.
Sarah viene fatta uscire dal dottor Kane e un agente va al dormitorio dal cadavere di Lindsay.
La luce si spegne nella cella e il dottore entra per dimostrare che l'uomo nero non esiste ma viene brutalmente ucciso.
Sarah scopre una cosa... l'uomo nero l'ha usata, l'uomo nero ha fatto apposta a uccidere Audrey davanti a lei, in modo che lei dicesse a tutti della sua esistenza, e ora la creatura ha una forza infinita.
Sarah va da David, che ha letto il diario e anche lui crede all'uomo nero.
Il killer esce dall'armadio e si prende David.
Sarah rimane lì a urlare e poi il cadavere di David le arriva addosso.
Sarah deve inventare una scusa in modo da non far credere a nessuno che l'uomo nero esista, in modo da far abbassare la sua forza.
Katie entra nella stanza assieme ai poliziotti, Sarah dice che l'uomo nero non esiste, non esisterà mai e non è mai esistito e dice che è stata lei a uccidere quella gente.
Ora l'uomo nero ha molta meno forza e Sarah lo ha sconfitto, ma viene mandata in prigione e rimane bloccata in ascensore con due poliziotti, il tettuccio dell'ascensore si apre, l'uomo nero prende Sarah e la porta via uccidendola.
È passato un po' di tempo e due ragazze vivono nella stanza di Sarah . Una di loro, Jennifer, se ne va lasciando l'altra da sola.
La ragazza rimasta da sola sente dei rumori, poi si apre la porta d'ingresso e il letto si muove, poi si apre la porta dell'armadio.
La ragazza guarda a terra e vede l'uomo nero che la prende e la trascina sotto il letto mentre le sue urla fanno partire i titoli di coda.

## Produzione
Sull'onda del successo commerciale ricavato da Boogeyman 2, la Ghost House Pictures in associazione con la Sony Pictures ha approcciato per la produzione di un terzo film destinato all'home video.
Il periodo di lavorazione è stato molto celere, è partito il 1º febbraio 2008 per concludersi il 25 dello stesso mese a Sofia (Bulgaria).

## Taglines o frasi
(Frase presente nella copertina del DVD)
(Alcuni dei tagline)
(Frase del trailer originale)
(Frase presente nella copertina del DVD)